# Ampoigné
Ampoigné è stato un comune francese di 568 abitanti situato nel dipartimento della Mayenne nella regione dei Paesi della Loira.
I 1º gennaio 2018 confluisce, col comune di Laigné, nel nuovo comune di Prée-d'Anjou.

## Società

### Evoluzione demografica
Abitanti censiti